# Correo basura

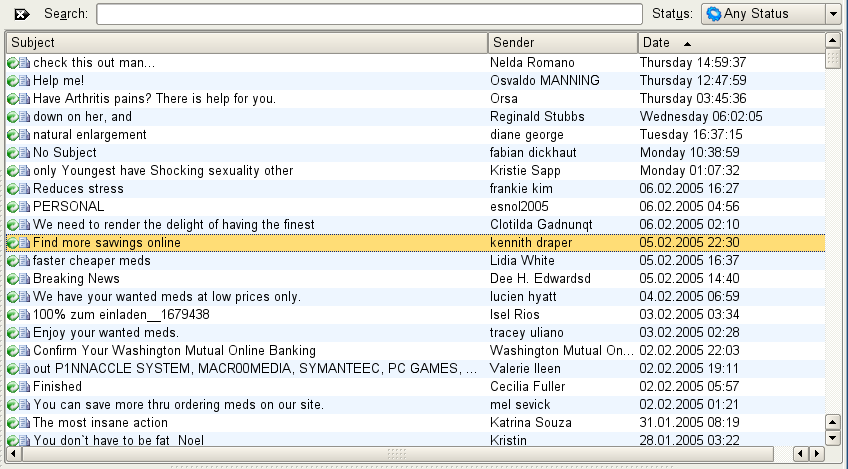
Una carpeta KMail llena de correos no deseados recibidos en un corto período

El término correo basura (en inglés: spam), también llamado correo no deseado o correo no solicitado, hace referencia a los mensajes de correo electrónico no solicitados, no deseados o con remitente no conocido (o incluso correo anónimo o de falso remitente), habitualmente de tipo publicitario, generalmente son enviados en grandes cantidades (incluso masivas) que perjudican de alguna o varias maneras al receptor. La acción de enviar dichos mensajes se denomina spamming o difusión indeseada. La palabra equivalente en inglés, spam, proviene de la época de la Segunda Guerra Mundial, cuando los familiares de los soldados en guerra les enviaban comida enlatada; entre estas comidas enlatadas se encontraba una carne enlatada llamada spam, que en los Estados Unidos era y sigue siendo muy común. Este término comenzó a usarse en la informática décadas más tarde al popularizarse, gracias a un sketch de 1970 del grupo de comediantes británicos Monty Python, en su serie de televisión Monty Python's Flying Circus, en el que se incluía spam en todos los platos.
Aunque se puede generar correo basura por distintas vías, la más utilizada entre el público en general es la basada en el correo electrónico. Otras tecnologías de internet que han sido objeto de correo basura incluyen grupos de noticias, sistemas de discusión, motores de búsqueda, redes sociales, páginas web, wikis, foros, blogs, a través de ventanas emergentes y todo tipo de imágenes y textos en la web.
El correo basura también puede tener como objetivo los teléfonos móviles (a través de mensajes de texto) y los sistemas de mensajería instantánea como por ejemplo Outlook, Lotus Notes, WhatsApp, Gmail, etc.
También se llama correo no deseado a los virus sueltos en la red y páginas filtradas (casino, sorteos, premios como viajes, drogas, software y pornografía), se activa mediante el ingreso a páginas de comunidades o grupos o acceder a enlaces en diversas páginas o inclusive sin antes acceder a ningún tipo de páginas de publicidad.

## Historia
El correo basura mediante el servicio de correo electrónico nació el 5 de marzo de 1994. Este día una firma de abogados, Canter and Siegel, publica en Usenet un mensaje de anuncio de su firma legal; el día después de la publicación, facturó cerca de 10 000 dólares por casos de sus amigos y lectores de la red. Desde ese entonces, el marketing mediante correo electrónico ha crecido a niveles impensados desde su creación.
Aunque existen otras versiones que datan su origen el 3 de mayo de 1978, cuando 393 empleados de ARPANET, el predecesor de Internet gestionado por el gobierno estadounidense, recibían con sorpresa un correo de la compañía de ordenadores DEC invitándoles al lanzamiento de un nuevo producto.
El correo basura por medio del fax (faxes basura) es otra de las categorías de esta técnica de mercadotecnia directa, y consiste en enviar faxes masivos y no solicitados a través de sistemas electrónicos automatizados hacia miles de personas o empresas cuya información ha sido cargada en bases de datos segmentadas según diferentes variables.

## Etimología
El término correo basura estaba muy difundido antes de la aparición de los medios electrónicos, utilizado para referirse al correo físico de poca o ninguna utilidad. La palabra spam tiene raíces estadounidenses. La empresa charcutera estadounidense Hormel Foods lanzó en 1937 una carne en lata originalmente llamada Hormel's Spiced Ham. El Spam (de la contracción de "Spiced Ham", en español "jamón con especias") fue el alimento de los soldados soviéticos y británicos en la Segunda Guerra Mundial, y desde 1957 fue comercializado en latas que ahorraban al consumidor el uso del abrelatas.
Más adelante, el grupo británico Monty Python empezó a hacer burla de la carne en lata. En un sketch de su programa Monty Python's Flying Circus, cuando una pareja intentaba pedir comida en una cafetería, se encontraba con que todos los platos del menú contenían spam: «Huevos con tocino; huevos, salchicha y tocino; huevos con spam; huevos, salchicha, tocino y spam; spam, tocino, salchichas y spam; spam, huevos, spam, spam», y así sucesivamente. Un grupo de vikingos (la mayor productora de Spam en Europa era una compañía danesa) cantaba, sin motivo aparente: «spam, spam, spam, querido spam, maravilloso spam».
Años después, cuando Internet comenzaba a crecer, algunos usuarios inexpertos mandaban erróneamente mensajes personales a toda una lista de correo electrónico o a grupos de discusión —que podían involucrar a varios cientos de personas— lo que ocasionaba molestias y pérdida de tiempo (y hasta de dinero) a los demás usuarios que recibían ese tráfico irrelevante y no deseado. Según Brad Templeton, hacia 1993 alguien calificó esas intromisiones no deseadas como spam: los mensajes eran como el spam del sketch, en el que nada se podía comer sin toparse con el fiambre.

## Correo basura en diferentes medios

### Correo basura en publicaciones
Es una técnica de correo basura relativamente nueva, que surge en lugares como publicaciones de los blogs.
Consiste en dejar un comentario en una entrada, que por lo general no tiene nada que ver con la misma, sino que tiene enlaces a sitios comerciales, o promociona algún producto.

### Correo basura en el correo electrónico
El correo masivo supone actualmente la mayor parte de los mensajes electrónicos intercambiados en Internet, siendo utilizado para anunciar productos y servicios de dudosa calidad. Rolex, eBay y Viagra son los asuntos de los mensajes que compiten por el primer lugar en las clasificaciones de spam.
Usualmente los mensajes indican como remitente del correo una dirección falsa. Por esta razón, no sirve de nada contestar a los mensajes de spam: las respuestas serán recibidas por usuarios que nada tienen que ver con ellos. Por ahora, el servicio de correo electrónico no puede identificar los mensajes de forma que se pueda discriminar la verdadera dirección de correo electrónico del remitente, de una falsa. Esta situación que puede resultar chocante en un primer momento es semejante por ejemplo a la que ocurre con el correo postal ordinario: nada impide poner en una carta o postal una dirección de remitente aleatoria: el correo llegará, en cualquier caso. No obstante, hay tecnologías desarrolladas en esta dirección: por ejemplo, el remitente puede firmar sus mensajes mediante criptografía de clave pública.
Los filtros automáticos antispam analizan el contenido de los mensajes buscando, por ejemplo, palabras como rolex, viagra, y sex que son las más usuales en los mensajes no deseados. No se recomienda utilizar estas palabras en la correspondencia por correo electrónico: el mensaje podría ser calificado como no deseado por los sistemas automáticos anti-correo masivo.[cita requerida] Otros motivos por los cuales los filtros antispam pueden catalogar un mensaje como spam es el uso de un lenguaje agresivo, o el uso de mayúsculas en la línea de asunto. Tampoco es recomendable enviar demasiados archivos adjuntos. Una solución a este último punto es compartir mediante enlaces a la nube. 

### Correo basura en foros
El spam, dentro del contexto de foros, es cuando un usuario publica algo que desvirtúa o no tiene nada que ver con el tema de conversación. También, en algunos casos, un mensaje que no contribuye de ninguna forma al tema es considerado spam. Una tercera forma de spamming en foros es cuando una persona publica repetidamente mensajes acerca de un tema en particular en una forma indeseable (y probablemente molesta) para la mayor parte del foro. Finalmente, también existe el caso en que una persona publique mensajes únicamente con el fin de incrementar su rango, nivel o número de mensajes en el foro.
El spam en un foro de Internet también se produce cuando un usuario publica comentarios que contienen enlaces o algún tipo de referencia hacia algún sitio web o foro similar, de igual contenido, o incluso ajeno al mismo, así como cualquier otro objetivo típico de publicidad con el objetivo de atraer más usuarios y visitantes al mismo.
Últimamente se están abriendo hilos especiales dedicados al spam, para que los usuarios que quieran postear no ralenticen los demás hilos. Estos hilos dedicados al spam han cobrado verdadera importancia y resultan muy usados, tanto es así que algunos foros después de tenerlos largo tiempo decidieron eliminarlos debido al hecho de que en muchas ocasiones estos subforos o temas eran muchos más usados que el resto de las partes del foro principal, es decir, mientras que en spam se posteaban más de 50 mensajes diarios, en algunos casos, en el resto de los apartados apenas se lograban 2 o 3 publicaciones. De aquí, se han despertado nuevos movimientos, que han desarrollado comunidades en línea dedicadas 100 % al spam, como spamfestuy y espamearte, entre los más antiguos.

### Correo basura en las redes sociales
Es una nueva forma de correo basura que consiste en enviar publicidad, ofertas de empleo, publicidad directamente a los usuarios de redes sociales profesionales sin que estos lo hayan solicitado o en los foros de la red social.
Dos ejemplos de correo no deseado corporativo en este sector son el envío de invitaciones no solicitadas a los contactos de usuarios de Facebook, y la "respuesta automática" con publicidad que aleatoriamente se hace desde MSN Hotmail cuando alguien envía un mensaje a un buzón de dicha corporación.

### Correo basura en redes de IRC
Tan antiguo como el propio protocolo de IRC, el correo basura en redes de charlas en línea toma auge a raíz de la masificación de dicho medio de comunicación. Los mensajes no deseados en redes de IRC tienen un coste irrisorio y por lo tanto son objetivo principal de redes de distribución de contenidos. Los mensajes más habituales suelen tener por objetivo la visita de otros canales de charla, la visita de webs y la difusión en general de contenidos de pago. Recientemente se constata la aparición de una nueva modalidad de spam que busca que el usuario perceptor de la publicidad use la telefonía móvil para contratar servicios de elevado coste. Esta práctica está penada por la ley. En muchas ocasiones esta actividad es realizada por robots bajo seudónimos atractivos para llamar la atención del usuario. Son habituales los nombres como 'joven_guapa' o 'busco_amor'.

### Correo basura en correo postal
Las técnicas de bombardeo publicitario han llegado también a los medios convencionales de comunicación. La enorme bajada relativa de los costes de impresión en papel, desde un folleto de una sola página hasta un catálogo publicitario de varias decenas han hecho que también el envío de correo no solicitado llegue por medio de correo postal. De forma análoga a como ocurre en los medios electrónicos, donde un usuario interesado en un producto que remite sus datos a una empresa puede verse bombardeado por publicidad no deseada de esa u otra empresa, hay empresas especializadas en el buzoneo masivo e indiscriminado de publicidad. Es habitual encontrar en el buzón postal, publicidad no solicitada introducida masivamente por empresas especializadas o por los propios distribuidores finales. Estas acceden a los buzones tanto en la vía pública, así como buzones situados en zonas privativas.

### Correo basura en la vía pública
En la vía pública son también comunes las prácticas de spam, sobre todo en las ciudades. La colocación de publicidad en lugares no preparados para ello supone un grave deterioro del medio urbano: paredes, postes, vehículos son invadidos por publicidad no solicitada que no en pocos casos acaba en el suelo. Las corporaciones municipales pierden mucho dinero por estas prácticas ilegales exentas de control fiscal y además invierten grandes cantidades de dinero en la retirada y limpieza del material publicitario dispersado en el medio. En los últimos años se ha extendido el llamado "pegatinazo", práctica consistente en colocar pegatinas con publicidad sobre el mobiliario urbano y las edificaciones (servicios de cerrajería, fontanería y electricidad son los más comunes) utilizando pegatinas con adhesivos muy potentes y que se rompen si se intentan retirar dificultando y encareciendo su retirada.[cita requerida]

### Correo basura en las wikis
En los wikis, los usuarios frecuentan a hacer spam en las discusiones de otros usuarios, blogs (tanto crearlos como comentarlos) o en comentarios en la página de discusión de un artículo. Principalmente esto se trata de vandalismo, pero algunas veces los usuarios están pidiendo ayuda para que otro wiki progrese. La mala intención no aparece siempre, como ven, pero no deja de ser molesto para los demás.

### Correo basura en las charlas
En las charlas de redes sociales, grupos, mensajería instantánea, etc. El spam consiste en poner repetitivamente lo mismo o escribir sobre el mismo tema en un chat de forma en que no sea posible leer los mensajes de los otros miembros de la charla, causando una montaña de mensajes del mismo remitente, estrés mental, mensajes que pueden ser de carácter publicitario o mensajes de cadena de ocio o desinformación.
《No confundir con flood.》

## Técnicas para el uso del correo basura

### Obtención de direcciones de correo
Los difusores de correo basura (ya sean individuos o empresas) utilizan diversas técnicas para conseguir las largas listas de direcciones de correo que necesitan para su actividad, generalmente a través de robots o programas automáticos que recorren internet en busca de direcciones. Algunas de las principales fuentes de direcciones para luego enviar el correo basura son:
- Los propios sitios web, que con frecuencia contienen la dirección de su creador, o de sus visitantes (en foros, blogs, etc.).[19]
- Los grupos de noticias de usenet, cuyos mensajes suelen incluir la dirección del remitente.
- Listas de correo: les basta con apuntarse e ir anotando las direcciones de sus usuarios.
- Correos electrónicos con chistes, cadenas, etc. que los usuarios de internet suelen reenviar sin ocultar las direcciones, y que pueden llegar a acumular docenas de direcciones en el cuerpo del mensaje, pudiendo ser capturadas por un troyano o, más raramente, por un usuario malicioso.
- Páginas en las que se solicita tu dirección de correo (o la de "tus amigos" para enviarles la página en un correo) para acceder a un determinado servicio o descarga.[19]
- Bases de datos WHOIS.
- Entrada ilegal en servidores.
- Por ensayo y error: se generan aleatoriamente direcciones, y se comprueba luego si han llegado los mensajes. Un método habitual es hacer una lista de dominios, y agregarles "prefijos" habituales. Por ejemplo, para el dominio Wikipedia.org, probar info@Wikipedia.org, webmaster@Wikipedia.org, staff@Wikipedia.org, etc.[19]

### Envío de los mensajes

Ciclo del SPAM
(1): Sitio web de Spammers
(2): Spammer
(3): Spamware
(4): ordenadores infectados
(5): Virus o troyanos
(6): Servidores de correo
(7): Usuarios
(8): Tráfico Web.

Una vez que tienen una gran cantidad de direcciones de correo válidas (en el sentido de que existen), los generadores de correo basura utilizan programas que recorren la lista enviando el mismo mensaje a todas las direcciones. Esto supone un costo mínimo para ellos, pero perjudica al receptor (pérdidas económicas y de tiempo) y en general a Internet, por consumirse gran parte del ancho de banda en mensajes basura.

### Verificación de la recepción
Además, es frecuente que el remitente de correo basura controle qué direcciones funcionan y cuáles no por medio de web bugs o pequeñas imágenes o similares contenidas en el código HTML del mensaje. De esta forma, cada vez que alguien lee el mensaje, su ordenador solicita la imagen al servidor de susodicho remitente, que registra automáticamente el hecho. Son una forma más de programas espías. Otro sistema es el de prometer en los mensajes que enviando un mensaje a una dirección se dejará de recibirlos: cuando alguien contesta, significa no solamente que lo ha abierto, sino que lo ha leído.

### Troyanos y ordenadores zombis
Recientemente, han empezado a utilizar una técnica mucho más perniciosa: la creación de virus troyanos que se expanden masivamente por ordenadores no protegidos (sin cortafuegos). Así, los ordenadores infectados son utilizados por el remitente de correo masivo como "ordenadores zombis", que envían correo basura a sus órdenes, pudiendo incluso rastrear los discos duros o correos nuevos (sobre todo cadenas) en busca de más direcciones. Esto puede causar perjuicios al usuario que ignora haber sido infectado (que no tiene por qué notar nada extraño), al ser identificado como generador de basura por los servidores a los que envía spam sin saberlo, lo que puede conducir a que no se le deje acceder a determinadas páginas o servicios. Así, con el ancho de banda de todos los ordenadores infectados, pueden mandar el spam fácilmente sin que se enteren los propios usuarios, y pueden incluso mandar un virus al ordenador de una empresa importante.
Se estimada este tipo de correo no deseado puede representar aproximadamente el 40 % de los que son enviados.

### Servidores de correo mal configurados
Los servidores de correo mal configurados son aprovechados también por los remitentes de correo no deseado. En concreto los que están configurados como open relay. Estos no necesitan un usuario y contraseña para que sean utilizados para el envío de correos electrónicos. Existen diferentes bases de datos públicas que almacenan los ordenadores que conectados directamente a Internet permiten su utilización por susodichos remitentes. El más conocido es la Open Relay DataBase.

## Medidas para evitar el correo basura
A pesar de que no existen técnicas infalibles para protegerse del correo basura, los expertos en seguridad informática recomiendan una serie de acciones para reducir la cantidad de correo electrónico no deseado:
- Usar una imagen para la dirección de correo electrónico.
- En vez de poner el enlace a tu cuenta, usa una redirección (puede ser temporal o por un número de usos), y bórrala cuando recibas excesivos mensajes no deseados.
- Modificar la dirección para evitar el rastreo automático.

En los grupos de noticias y listas de correo:
- No poner el remitente verdadero en las publicaciones enviados.
- Si el archivo de mensajes a la lista es visible desde web, cambiar las direcciones de remite por una imagen, ocultarlas, o escribirlas de forma que sea difícil reconocerla como tal para un programa.
- Para evitar correo no deseado en una lista:
  - El foro puede estar moderado, para evitar mensajes inadecuados.
  - Rechazar correos de usuarios no suscritos a la lista.
  - Utilizar la clave del correo exclusivamente para este. No utilizarla en ninguna otra página.

## Proyectos y servicios contra el correo basura

Cartel anti-SPAM.

- SPF: tecnología creada para verificar que los remitentes de los mensajes de correo son quienes dicen ser.
- DomainKeys: otra tecnología que sirve para lo mismo que SPF y que además asegura que los mensajes de correo electrónico no han sido modificados.
- SenderID:[23] tecnología de Microsoft que pretende competir con SPF, incluso utilizando esas mismas siglas para una tecnología que en la práctica es distinta.[24] En realidad, SenderID utiliza consultas DNS parecidas a SPF sólo como primer paso de su proceso,[25] que involucra también filtros antispam basados en contenido. SenderID ha sido adoptado por Hotmail.[26] En la práctica esto obliga a adoptar esta tecnología o verse excluido de esas direcciones,[27] que suponen unos 260 millones de usuarios en todo el mundo.[28] No obstante, los resultados de su tecnología, y/o otras medidas paralelas adoptadas, están causando serios problemas en dominios enteros en todo el mundo.[29][30]
- Proyectos como el proyecto Harvester y el emailharvest recopilan las IP de generadores de basura para bloquearlas mediante una trampa. Ponen direcciones de correo que indican la dirección del remitente de correo masivo y cuando él envía un mensaje a esa dirección se sabe desde qué dirección fue capturada, con lo que puede filtrar al remitente.
- Redirecciones temporales.

## Legislación

### España
En España el correo electrónico no solicitado está terminantemente prohibido por la Ley de Servicios de la Sociedad de la Información y de Comercio Electrónico (LSSICE), publicada en el Boletín Oficial del Estado del 12 de julio de 2002, salvo lo dispuesto en el art. 19.2. «En todo caso, será de aplicación la Ley Orgánica 15/1999, de 13 de diciembre, de Protección de Datos de Carácter Personal, y su normativa de desarrollo, en especial, en lo que se refiere a la obtención de datos personales, la información a los interesados y la creación y mantenimiento de ficheros de datos personales».
De hecho, las sentencias en España referidas al correo electrónico no solicitado están relacionadas con esta ley. Sin embargo, dicha ley no menciona la palabra spam, sino al nombre "comunicaciones comerciales enviadas por medios electrónicos".
Más recientemente, en España es posible la denuncia del correo masivo ante la Agencia Española de Protección de Datos que es la competente para perseguirlo, en caso de que el correo basura sea de origen español.
Esta práctica está sancionada en el Art.19.2 que dispone que a todo lo referente al envío de comunicaciones electrónicas será aplicable la LOPD y el artículo 21 de la Ley 34/2002, de 11 de julio de Servicios de la Sociedad de Información y Comercio Electrónico (LSSI) que dispone:

Prohibición de comunicaciones comerciales realizadas a través de correo electrónico o medios de comunicación electrónica equivalentes.
1. Queda prohibido el envío de comunicaciones publicitarias o promocionales por correo electrónico u otro medio de comunicación electrónica equivalente que previamente no hubieran sido solicitadas o expresamente autorizadas por los destinatarios de las mismas.
2. Lo dispuesto en el apartado anterior no será de aplicación cuando exista una relación contractual previa, siempre que el prestador hubiera obtenido de forma lícita los datos de contacto del destinatario y los empleara para el envío de comunicaciones comerciales referentes a productos o servicios de su propia empresa que sean similares a los que inicialmente fueron objeto de contratación con el cliente.

En todo caso, el prestador deberá ofrecer al destinatario la posibilidad de oponerse al tratamiento de sus datos con fines promocionales mediante un procedimiento sencillo gratuito, tanto en el momento de recogida de los datos como en cada una de las comunicaciones comerciales que le dirija.

El régimen sancionador de la LSSI clasifica las infracciones por SPAM en:
- Infracciones graves:

...
c) El envío masivo de comunicaciones comerciales por correo electrónico u otro medio de comunicación electrónica equivalente o el envío, en el plazo de un año, de más de tres comunicaciones comerciales por los medios aludidos a un mismo destinatario, cuando en dichos envíos no se cumplan los requisitos establecidos en el artículo 21.

- Infracciones leves:

...
d) El envío de comunicaciones comerciales por correo electrónico u otro medio de comunicación electrónica equivalente cuando en dichos envíos no se cumplan los requisitos establecidos en el artículo 21 y no constituya infracción grave.

Y finalmente dispone las sanciones siguientes:
- Artículo 39. Sanciones.

1. Por la comisión de las infracciones recogidas en el artículo anterior, se impondrán las siguientes sanciones:
a) Por la comisión de infracciones muy graves, multa de 150 001 hasta 600 000 euros.
b) Por la comisión de infracciones graves, multa de 30 001 hasta 150 000 euros.
c) Por la comisión de infracciones leves, multa de hasta 30 000 euros.

- Artículo 45. Prescripción, respecto a la prescripción de las infracciones:

Las infracciones muy graves prescribirán a los tres años, las graves a los dos años y las leves a los seis meses, las sanciones impuestas por faltas muy graves prescribirán a los tres años, las impuestas por faltas graves a los dos años y las impuestas por faltas leves al año.

### Estados Unidos
En Estados Unidos se promulgó la ley CAN-SPAM, que ha sido prácticamente inefectiva.

### México
En México el correo basura fue reconocido en el año 2000, ratificado y declarado ilegal en el año 2004 en el artículo 17 de la Ley Federal de Protección al Consumidor.

### Legislación
- Ley Orgánica de Protección de Datos de Carácter Personal de España
- Ley de Servicios de la Sociedad de Información de España

### Otros
- Antispam
- Agencia Española de Protección de Datos
- Derecho informático
- Intimidad
- Privacidad
- Número de teléfono de tarificación adicional
- Estafa nigeriana
- Esquema de pirámide
- Spam financiero
- Spam telefónico
- Spam de imágenes